# Liste der Biografien/Jet
Liste der Biografien |
Portal Biografien |
Personensuche
# |
A |
B |
C |
D |
E |
F |
G |
H |
I |
J |
K |
L |
M |
N |
O |
P |
Q |
R |
S |
T |
U |
V |
W |
X |
Y |
Z |
?
 
Ja |
Jb |
Jd |
Je |
Jh |
Ji |
Jj |
Jl |
Jn |
Jm |
Jo |
Jp |
Jr |
Js |
Jt |
Ju |
Jv |
Jw |
Jy
 
Jea |
Jeb |
Jec |
Jed |
Jee |
Jef |
Jeg |
Jeh |
Jei |
Jej |
Jek |
Jel |
Jem |
Jen |
Jeo |
Jep |
Jeq |
Jer |
Jes |
Jet |
Jeu |
Jev |
Jew |
Jex |
Jey |
Jez
Die Liste der Biografien führt alle Personen auf, die in der deutschsprachigen Wikipedia einen Artikel haben. Dieses ist eine Teilliste mit 63 Einträgen von Personen, deren Namen mit den Buchstaben „Jet“ beginnt.

## Jet

### Jete
- Jetelová, Magdalena (* 1946), tschechische Bildhauerin und Fotografin
- Jeter, Sohn Gideons
- Jeter, Carmelita (* 1979), US-amerikanische Leichtathletin
- Jeter, Derek (* 1974), US-amerikanischer Baseballspieler
- Jeter, Jim (1921–2007), US-amerikanischer Schauspieler
- Jeter, K. W. (* 1950), US-amerikanischer Schriftsteller
- Jeter, Lance (* 1988), US-amerikanischer Basketballspieler
- Jeter, Michael (1952–2003), US-amerikanischer SchauspielerMichael Jeter (1952–2003)

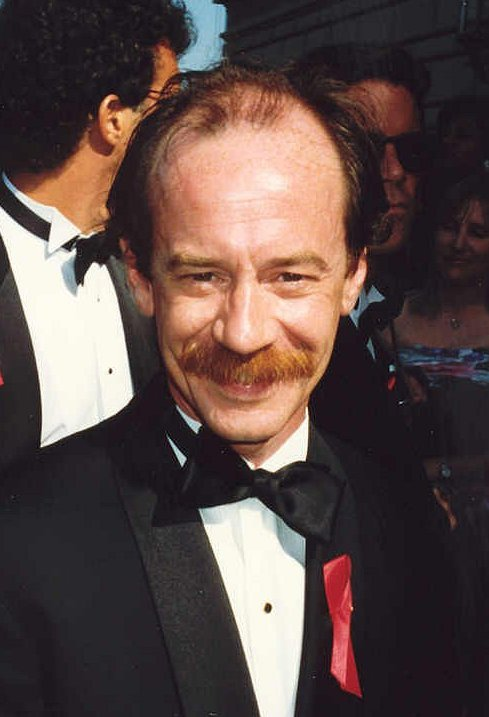
Michael Jeter (1952–2003)

- Jeter, Nadji (* 1996), US-amerikanischer Schauspieler, Tänzer und Musiker
- Jeter, Thomas Bothwell (1827–1883), US-amerikanischer Politiker und Gouverneur von South Carolina
- Jeter, William T. (1850–1930), US-amerikanischer Politiker

### Jetj
- Jetjinn Sriprach (* 1992), thailändischer Fußballspieler

### Jetn
- Jetn̄il-Kijiner, Kathy (* 1989), marshallische Schriftstellerin und Klimaaktivistin
- Jetnipit Pompa (* 2006), thailändischer Fußballspieler

### Jeto
- Jeton (* 1970), deutscher Jongleur

### Jets
- Jetsada Badcharee (* 1997), thailändischer Fußballspieler
- Jetsada Jitsawad (* 1980), thailändischer Fußballspieler
- Jetsada Puanakunmee (* 1982), thailändischer Fußballspieler
- Jetsada Simmana (* 2003), thailändischer Fußballspieler
- Jetsadakorn Hemdaeng (* 1986), thailändischer Fußballspieler
- Jetschgo, Johannes (* 1956), österreichischer Hörfunk- und Fernsehjournalist und Autor
- Jetschke, Anja (* 1969), deutsche Politologin und Hochschullehrerin
- Jetschke, Ludwig Martin (* 1989), deutscher Organist und katholischer Lehrer
- Jetsün Chökyi Gyeltshen (1469–1544), Gelehrter und Logiker der Gelug-Tradition des tibetischen Buddhismus
- Jetsün Sherab Sengge (1383–1445), Gründer des Unteren Tantra-Kollegs/der Unteren Tantrischen Fakultät (Gyüme) im Jahr 1433

### Jett
- Jett, Brent Ward (* 1958), US-amerikanischer Astronaut
- Jett, Dennis C (* 1945), US-amerikanischer Diplomat und Hochschullehrer, Botschafter in Malawi, Mosambik und Peru
- Jett, James (* 1970), US-amerikanischer Sprinter und American-Football-Spieler
- Jett, Joan (* 1958), US-amerikanische Rocksängerin und GitarristinJoan Jett (* 1958)

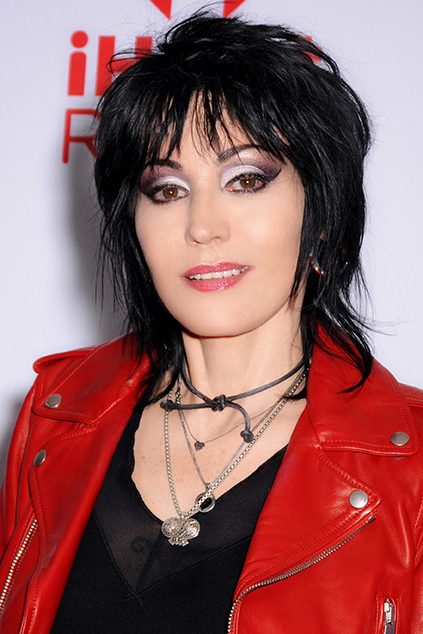
Joan Jett (* 1958)

- Jett, Thomas M (1862–1939), US-amerikanischer Politiker
- Jetté, Édouard (1898–1988), kanadischer römisch-katholischer Geistlicher, Weihbischof in Joliette
- Jetté, Fernand (1921–2000), kanadischer Geistlicher, Generaloberer der Oblaten der Makellosen Jungfrau Maria
- Jetté, Louis-Amable (1836–1920), kanadischer Politiker, Vizegouverneur von Québec
- Jettel, Eugen (1845–1901), österreichischer Maler
- Jettel, Rudolf (1903–1981), österreichischer Komponist, Klarinettist und Hochschullehrer
- Jettel, Thomas (* 1959), österreichischer Theologe
- Jetten, Karina (* 1971), niederländische Karambolagespielerin
- Jetten, Mike (* 1962), niederländischer Mikrobiologe
- Jetten, Peter (* 1985), kanadischer Pokerspieler
- Jetten, Rob (* 1987), niederländischer Politiker (D66)Rob Jetten (* 1987)

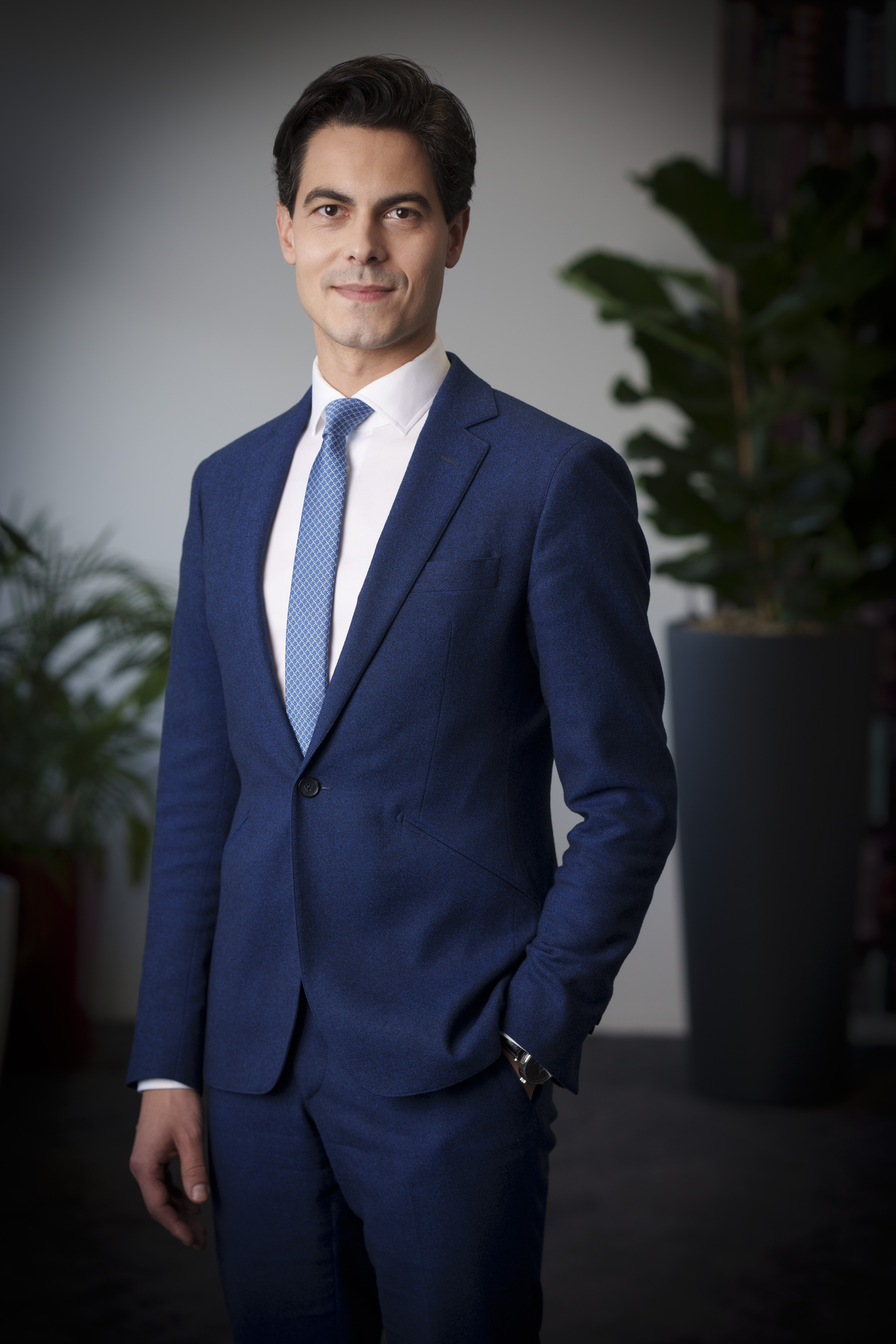
Rob Jetten (* 1987)

- Jetter, Andreas (* 1978), deutscher Pianist, Organist und Kirchenmusiker
- Jetter, Dorothee (* 1938), deutsche Pädagogin
- Jetter, Friedrich Michael (1912–1969), deutscher Landrat
- Jetter, Gottfried (1838–1903), deutscher Unternehmer und Messerschmied, Firmengründer der Aesculap-Werke
- Jetter, Hartmut (1930–2024), deutscher evangelischer Religionspädagoge
- Jetter, Karl (1929–2023), deutscher Ökonom und Journalist
- Jetter, Martin (* 1959), Manager, Vorsitzender der Geschäftsführung der IBM Deutschland GmbH
- Jetter, Monika (* 1940), deutsche Radiomoderatorin und Buchautorin
- Jetter, Ulrich (* 1914), deutscher Physiker
- Jetter, Ursula (1940–2024), deutsche Schriftstellerin, Lyrikerin und Musiktherapeutin
- Jetter, Werner (1913–2004), deutscher lutherischer Theologe
- Jettka, Karl-Heinz (1914–1982), deutscher Politiker (SPD), MdBB
- Jettmar, Karl (1918–2002), österreichischer Ethnologe, Religionswissenschaftler und Prähistoriker
- Jettmar, Rudolf (1869–1939), österreichischer Maler und Grafiker
- Jettou, Driss (* 1945), marokkanischer Politiker und Premierminister

### Jetz
- Jetz, Stefan (* 1947), deutscher Politiker (CSU), MdL
- Jetz, Walter (* 1973), deutscher Biologe, Ökologe und Hochschullehrer
- Jetzer, August von (1789–1862), österreichischer Feldmarschall-Leutnant
- Jetzer, Johann, Schweizer Schneidergeselle, Mitglied des Dominikanerordens in Bern (1506–1508)
- Jetzer, Marco (* 1981), Schweizer Wasserballer
- Jetzinger, Franz (1882–1965), österreichischer Theologe und Politiker, Landtagsabgeordneter
- Jetzke, Carl Tobias (1713–1785), deutscher evangelischer Theologe und Pfarrer
- Jetzlaff, Arthur (* 1899), deutscher Polizeibeamter und SS-Führer